# Krystyna Gozdawa-Nocoń
Krystyna Barbara Gozdawa-Nocoń (ur. 6 marca 1949 w Gdańsku, zm. 18 grudnia 2021 tamże) – polska polityk, inżynier i urzędniczka państwowa, w latach 2003–2006 wicewojewoda pomorski.

## Życiorys
Córka Antoniego i Ewy. Pochodziła z Gdańska, gdzie ukończyła II Liceum Ogólnokształcące. Została absolwentką studiów z inżynierii i organizacji przemysłu na Wydziale Mechanicznym Technologicznym Politechniki Gdańskiej. Przez szereg lat (do przejścia na emeryturę w 2009) zatrudniona na macierzystej uczelni: jako pracownik organizacyjny, od 1974 jako asystent naukowo-badawczy w Zakładzie Organizacji Produkcji, następnie od 1976 jako wicedyrektor do spraw administracyjnych w Instytucie Technologii Budowy Maszyn. W latach 1979–1992 pozostawała pełnomocnikiem ministra pracy, płacy i polityki socjalnej ds. zatrudniania absolwentów szkół wyższych. Od 1993 do 2002 była dyrektorem administracyjnym Wydziału Architektury PG.
Zaangażowała się w działalność polityczną w ramach Unii Pracy, została przewodniczącą rady powiatowej partii w Gdańsku. W kwietniu 2003 została powołana na stanowisko wicewojewody pomorskiego. W lipcu 2004 utraciła rekomendację swojej partii, a w październiku tego samego roku wykluczono ją z ugrupowania. Pozostała na stanowisku wicewojewody do początku 2006. W 2005 kandydowała do Senatu z poparciem Sojuszu Lewicy Demokratycznej w okręgu nr 24 (zajęła 9. miejsce na 16 kandydatów, zdobywając 29 062 głosy). W 2006 startowała do gdańskiej rady miejskiej z ramienia Lewicy i Demokratów, a w 2010 – do sejmiku pomorskiego z listy SLD. W 2015 ubiegała się o mandat poselski z ramienia Nowoczesnej.
Była wdową, miała córkę.
Odznaczona Srebrnym Krzyżem Zasługi (1996).